# インノケンティー・アンネンスキー

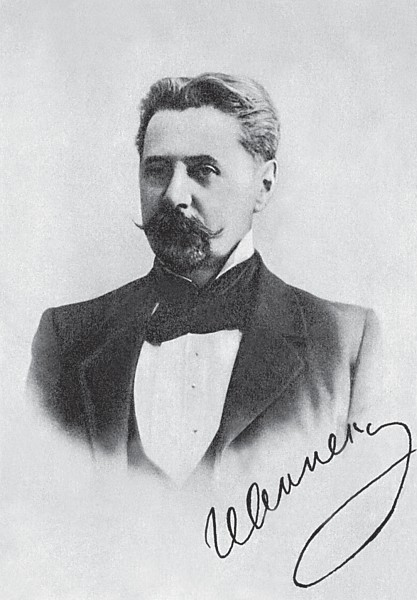
インノケンティー・アンネンスキー

インノケンティイ・フョードロヴィチ・アンネンスキィ（Иннокентий Фёдорович Анненский; Innokentiy Fyodorovich Annensky, 1855年9月1日 – 1909年12月11日）はロシア象徴主義の第一波を代表する詩人・文芸評論家・翻訳家。時おり「呪われた詩人」のスラヴ版と呼ばれているように、ボードレールやヴェルレーヌの本質的な語調をロシア語に取り込もうとした。その反面、繊細な音楽性や不気味な暗示、不可解な語彙、瞬時にうつろう色合いや香りの魔術は、アンネンスキーならではのものである。象徴主義以後の世代の主要な詩人（アンナ・アフマートヴァ、ニコライ・グミリョフ、オシップ・マンデリシュタームら）に対する影響は、絶対的なものであった。

## 略歴
オムスクの役人の家庭に生まれる。1860年に、まだ幼児ながらサンクトペテルブルクに連れて行かれる。早くに両親を喪ったため、ナロードニキの指導的な運動家である兄ニコライの家庭に引き取られた。
1879年にペテルブルク大学哲学科を卒業し、その地で歴史比較言語学の学習に傾注する。ツァールスコエ・セローのギムナジウムで教師となってからは、古典言語や古典文学を指導した。1886年から没年の1909年までは、その校長を務めている。そこの卒業生にアンナ・アフマートヴァが居り、アンネンスキーを「唯一人の恩人」と呼んだ。また、ニコライ・グミリョフは、アンネンスキーを「皇帝の村（ツァールスコエ・セロー）の最後の白鳥」と呼んだ。
先人ワシーリー・ジューコフスキーと同じく、アンネンスキーは自作の詩の出版にいささか気が乗らず、エウリピデスやフランス象徴派の巧みな翻訳によって、初めて日の目を見たのであった。1890年から没年まで、古代ギリシャ語からエウリピデスの全作品を翻訳した。1900年代初頭にアンネンスキーは、古代ギリシャ文学を模範とする一連の悲劇を書き上げた。その成果が『哲人メラニッパ』（1901年）、『皇帝イクシオン』（1903年）、『レオダミア』（1906年～1907年）、『キタラ弾きのタミラ』（1913年）であり、このうちいくつかは、翻訳家仲間のファッデイ・ゼリンスキーに献呈された（後にゼリンスキーはアンネンスキーの追悼文を執筆した）。
文芸評論家としては、評論集『内省の書』（第1巻は1906年、第2巻は1909年出版）において、ニコライ・ゴーゴリやミハイル・レールモントフ、イワン・ゴンチャロフのほか、お気に入りのドストエフスキーについて論じている。アンネンスキーの評論は、文章の芸術的価値から、時として「批判的な散文」とも呼ばれる。アンネンスキーは最後の数ヵ月間に、セルゲイ・マコフスキーの雑誌『アポロン』の編集長を務め、その紙上に、作詩の理論について随筆を寄せた。ニコライ・グミリョフはこれらの理論的な著述を非常に高く評価して、最初の真のアクメイストと認めた。
1909年12月、アンネンスキーは心筋梗塞により、ペテルブルクのツァールスコエ・セロー駅に斃れた。死因は、家庭の困難な事情に関係があった。最上の詩作品の多くは、実のところ義理の娘に対して満たされなかった愛情に起因している。

## 評価

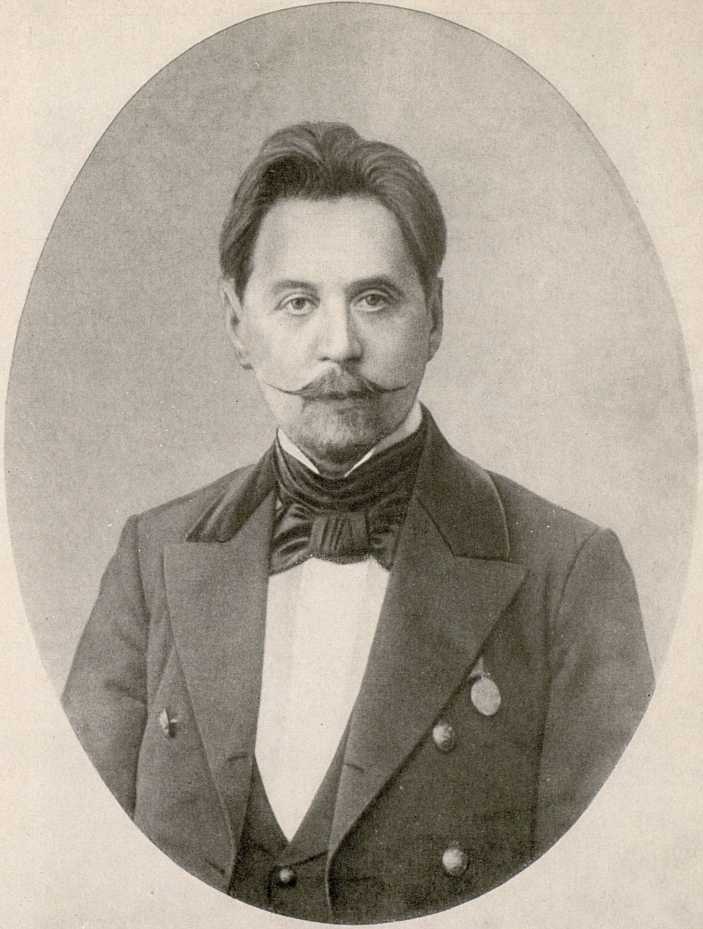

文学史において、アンネンスキーはもっぱら詩人として記憶されている。1870年代に詩作を始めながらも、何も出版しなかった。兄ニコライの助言に従い、35歳まで何も発表しなかったのである。処女詩集『静寂の歌』は、ニクトー（Ник. Т.-о, ロシア語で、「誰もできない」「誰でもない」を意味するниктоと同音になる）という偽名で発表された。この詩集は、象徴派の指導者たち（そのほとんどは作者がアンネンスキーであることを疑わなかった）からまずまずの称賛を得た。第二作の『糸杉材の箱』の方が価値は高い。アンネンスキーは『糸杉材の箱』の出版を目前に控えて他界した。未出版作品の多くは、1920年代に、アンネンスキーの養子で無名の詩人のヴァレンティン・クリヴィチによって公にされた。
アンネンスキーの最上の詩作品は、複雑にして難解である。イメージは、忘れかかった記憶のぼんやりした連想を（記録するというよりむしろ）暗示するためのものである。アンネンスキーは、詩において最も重要なのは、とりとめのない連想をすべて縫い合わせ、一つの短い詩へとしっかりまとめる糸だと述べたことがある。アレクサンドル・ブロークに「死体を愛する詩人」と呼ばれたように、アンネンスキーは死を唯一の題材とした。このような評価は行き過ぎで冷酷に思えるかもしれないが、アンネンスキーは、多くの詩の中で不吉な感じとして言及することで、死を仄めかしているのである。

## その他
小惑星3724番は、ソ連の天文学者リュドミーラ・ジュラフリョーヴァによって1979年に発見され、「アンネンスキー」と名付けられた。